# Doodstraf in Saoedi-Arabië

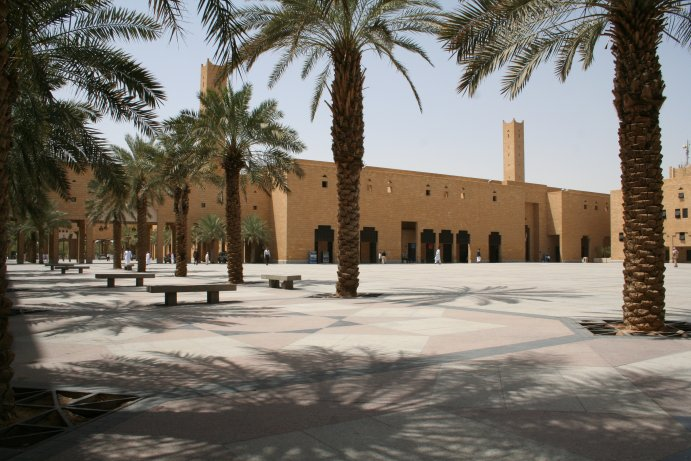
Het Deeraplein in de hoofdstad van het land is regelmatig toneel van publieke onthoofdingen. Dit plein heeft daarom Chop-chop square (Tjak-tjakplein) als bijnaam.

De doodstraf is in  Saoedi-Arabië de zwaarste straf die een veroordeelde kan krijgen. Het aantal executies per jaar schommelt flink: in 2010 zijn er voor zover bekend 26 mensen geëxecuteerd. In 2014 bedroeg het aantal executies 90, in 2015 werden 157 mensen geëxecuteerd. Maar mogelijk ligt het aantal uitgevoerde executies fors hoger dan het aantal bekende gevallen. In Saoedi-Arabië worden, zij het sporadisch, ook minderjarigen geëxecuteerd, zoals Rizana Nafeek. De doodstraf wordt ook toegepast op buitenlanders. 
Het land kent verschillende manieren waarop de doodstraf kan worden voltrokken: onthoofding door middel van een zwaard, fusillade of steniging. De laatste twee methoden worden zelden toegepast. De 345 bekende executies die tussen 2007 en 2010 werden uitgevoerd, werden allemaal voltrokken door onthoofding. Executies worden in het openbaar uitgevoerd, doorgaans op een plein op vrijdag. Saoedi-Arabië is een van de zes landen die veroordeelden publiekelijk executeren, naast Syrië, Jemen, Noord-Korea, Iran en het Afghanistan onder de Taliban.

## Delicten waarop de doodstraf staat in Saoedi-Arabië
Het rechtssysteem in Saoedi-Arabië is gebaseerd op een letterlijke interpretatie van de sharia. De doodstraf kan worden opgelegd voor een groot aantal misdaden, zoals moord, verkrachting, het verkondigen van een ander geloof dan de islam, gewapende overvallen, herhaaldelijk drugsgebruik, het afzweren van de islam, overspel en seks tussen ongehuwden, homoseksualiteit (waaronder zowel actieve als passieve anale seks) en zelfs hekserij of toverij. De doodstraf kan ook opgelegd worden wanneer moslims overgaan tot het christendom. Deze vallen in de volgende categorieën:
- Hudud, misdaden die in de Koran worden genoemd. Voorbeelden zijn overspel en het afvallen van de islam.
- Qisas, misdaden bestraft volgens het 'oog-om-oog' principe. Een moordenaar kan op grond hiervan ter dood worden gebracht indien de familie van het slachtoffer hem niet vergeeft. Een qisas-doodvonnis kan worden afgekocht door bloedgeld aan de familie van het slachtoffer te betalen. Zo niet, dan heeft in sommige gevallen de familie van het slachtoffer het recht de executie zelf uit te voeren. Volgens Sandra Mackey zijn deze executies het wreedst: de familieleden zijn geen professionele beulen en het loopt er vaak op uit dat men langere tijd met een zwaard op de veroordeelde inhakt tot deze uiteindelijk overlijdt aan verwondingen en bloedverlies.
- Tazir, een overige categorie misdaden strafbaar gesteld in het reguliere Saoedische strafrecht. Dit zijn delicten als drugshandel, gewapende overvallen, terrorisme, autodiefstal, etc.

De doodstraf kan worden opgelegd wanneer deze op het ten laste gelegde staat en bewijs is verkregen via:
- Een niet afgedwongen bekentenis;
- De verklaring van twee mannelijke getuigen. In het geval van een 'hudud' misdaad moet de verdachte ook hebben bekend;
- Eventueel kan een en ander worden bevestigd door een eed. Dit wordt zeer serieus genomen en een weigering een eed af te leggen wordt bijna als een schuldbekentenis gezien.

## Kritiek
Mensenrechtenorganisaties bekritiseren niet slechts het toepassen van de doodstraf in Saoedi-Arabië, en het deze opleggen aan minderjarigen, maar ook het niet naleven van de beginselen van een goede procesorde en een eerlijk proces. Bekentenissen zouden worden afgedwongen door middel van marteling en geestelijke druk, er is geen verdediging voor verdachten, en buitenlanders krijgen niet de kans contact op te nemen met hun ambassade. Omstandigheden in Saoedische gevangenissen zijn zeer slecht. De strafbaarstelling van een delict als blasfemie, nota bene met de mogelijkheid de doodstraf op te leggen, wordt gezien als een flagrante schending van het principe van vrijheid van meningsuiting. Hekserij of toverij kan allerlei activiteiten omvatten, variërend van verkoop of bezit van kruiden of amuletten, waarzeggerij, het uitspreken van vervloekingen of simpelweg het zijn van apotheker of kruidengenezer. Getuigenissen van de bijgelovige bevolking zijn vaak zeer subjectief en autoriteiten worden zelfs door mensenrechtenorganisaties verweten personen opzettelijk 'in de val' te lokken door ze te provoceren met 'agents provocateurs'.
Buitenlandse gastarbeiders zijn afkomstig uit arme milieus uit o.a. Pakistan, Sri Lanka en de Filipijnen, en zijn in geval van strafvervolging relatief weerloos omdat ze niet de kennis, financiële middelen of contacten hebben zich tegen beschuldigingen te verweren. 
De doodstraf wekt met name internationale verontwaardiging op wanneer buitenlandse werknemers veroordeeld worden of wanneer de veroordeling plaatsvindt op grond van homoseksualiteit of hekserij. In september 2011 werd een Soedanees onthoofd op beschuldiging van toverij, een casus die Amnesty International bestempelde als 'weerzinwekkend'. Een ander zaak die stof deed opwaaien was die van Hamsa Kashgari die wegens in Saoedische ogen blasfemische tweets in de gevangenis zit en grote kans loopt de doodstraf te krijgen. Bijkomende kritiek was dat Kashgari min of meer al bij voorbaat ter dood veroordeeld zou zijn wegens uitspraken van gezaghebbende moslimgeestelijken en een Facebookpagina die voor zijn executie pleitte en 30,000 volgelingen trok. Maleisië, dat hem had uitgeleverd, werd heftig bekritiseerd dat het aan een dergelijke rechtsgang meewerkte door Kashgari uit te leveren. Het land riposteerde dat Saoedi-Arabië een gerespecteerd land is, Maleisië zich niet in Saoedische interne aangelegenheden mengt, en het als zijn plicht ziet iemand uit te wijzen tegen wie in een ander land een onderzoek loopt, aangezien het geen 'vluchthaven voor wetsontduikers' wil zijn. 
Er wordt vaak kritiek uitgeoefend op andere landen omdat zij, om hun relaties met het olierijke en religieus belangrijke Saoedi-Arabië niet in gevaar te brengen, gewillig een andere kant opkijken bij toepassing van de doodstraf en andere mensenrechtenschendingen, en hier zoals in het geval van Kashgari zelfs aan meewerken.

## Verloop van executies
De bekendste beul is Mohammed Saad al-Beshi. In 2003 gaf hij een interview met de BBC, waarin hij beschreef hoe hij de onthoofdingen uitvoerde. Indien mogelijk vraagt hij eerst de familie van het slachtoffer om vergiffenis. Wanneer die gegeven wordt, is de executie van de baan. Zo niet, dan zal de executie plaatsvinden. De beul instrueert de veroordeelde als laatste woorden de shahadah te reciteren. Daarna wordt de veroordeelde geblinddoekt en worden de armen vastgebonden, waarna hij naar de executieplaats wordt geleid, meestal een plein. De veroordeelde lijkt op dat moment alle kracht te verliezen en moet soms vooruit geholpen worden. Hij wordt in een geknielde houding gedwongen. De beul leest dan nogmaals het doodvonnis voor en wacht op het definitieve signaal waarop hij met zijn zwaard het hoofd van de romp van de veroordeelde afslaat, dat vervolgens meters wegrolt. Al-Beshi voert ook lijfstraffen (amputaties en verminkingen) uit. Hij is vader van zeven kinderen, en liet hen naar eigen zeggen helpen met het schoonmaken van zijn zwaard.
Soms wordt het lichaam van een geëxecuteerde enkele dagen opgehangen aan een kruis op de plek waar de executie plaatsvond. Dit gebeurt vooral voor de zwaarste misdrijven en is bedoeld om een afschrikwekkend effect te hebben. In het strafrecht noemt men dit een kruisiging, al komt de straf niet overeen met de Romeinse vorm van kruisiging.